# Velocidades generalizadas
Se conhece como velocidades generalizadas, o conjunto de parâmetros com os quais pode-se definir a velocidade de qualquer corpo num sistema ou de um mecanismo. Se expressam mediante o vetor de velocidades generalizadas podendo ser decomposta entre outras velocidades.
Existem principalmente duas formas de encontrá-las:
- derivando as equações de ligação geométricas
- mediante o método das velocidades relativas e absolutas